# Codice internazionale nautico
Il codice internazionale nautico è un sistema di codifica che consente di rappresentare lettere singole dell'alfabeto, numeri o interi messaggi attraverso segnalazioni con bandiere, le quali vengono issate sulle navi verticalmente a gruppi di quattro e vengono lette dall'alto verso il basso. Il codice fa parte del Codice internazionale dei segnali (INTERCO).

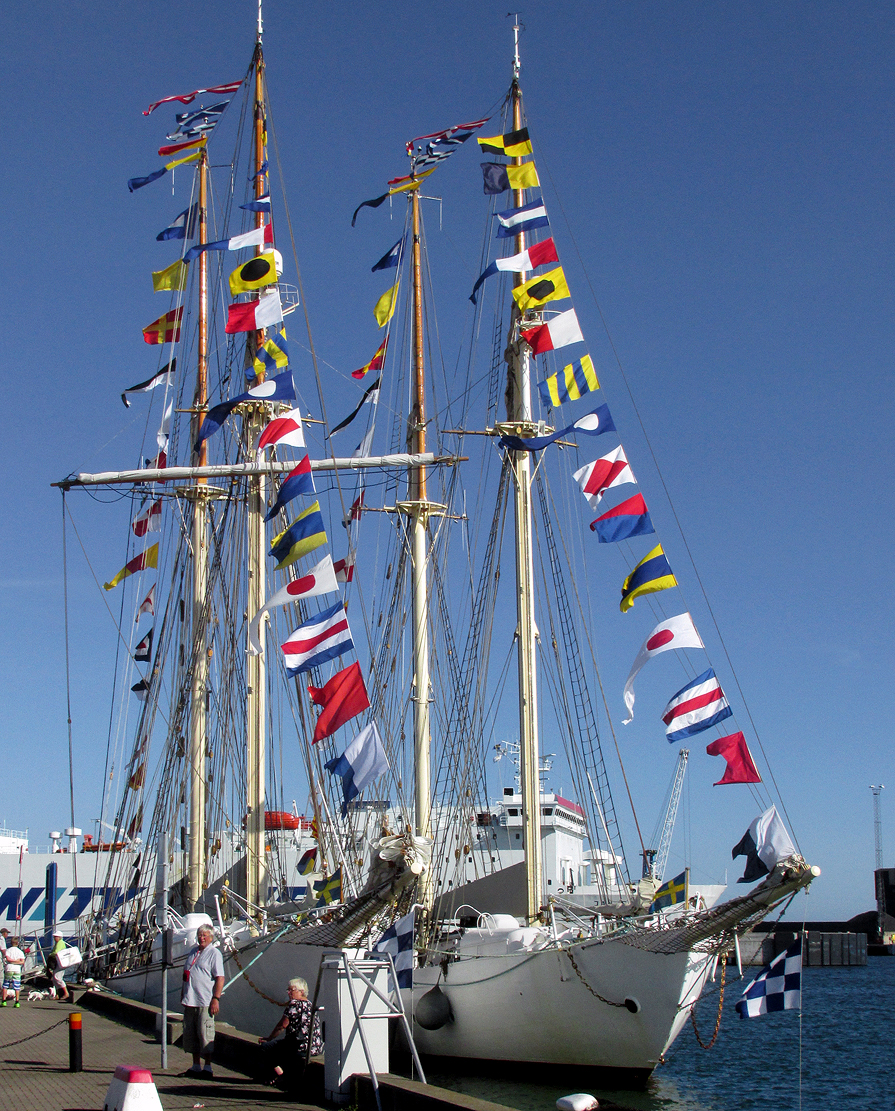
Le bandiere del Codice internazionale nautico su un veliero

## Codifiche dei segnali
Le bandiere di segnaletica vanno posizionate verticalmente dall'alto verso il basso, divise eventualmente in più gruppi opportunamente distanziati fra loro al massimo dello spazio occupato da quattro bandiere. Per rispondere ad un segnale si antepone al messaggio la cosiddetta bandiera "intelligenza" che ha anche la funzione di virgola (o di punto) nei numeri decimali.
Esistono vari metodi di codifica dei segnali attraverso le bandiere nautiche:
- ogni bandiera può identificare i singoli caratteri di un messaggio, anche se questo uso è piuttosto limitato[2];
- ogni bandiera può avere un significato specifico se presa singolarmente, o un ulteriore messaggio se abbinata ad un'altra: per esempio, le navi dei sommozzatori, per segnalare l'impossibilità di spostarsi a causa di un sommozzatore immerso sott'acqua, sollevano la bandiera che indica la lettera A;
- una o più bandiere possono formare un messaggio in codice, come ad esempio il codice numerico Popham, usato nella Battaglia di Trafalgar;
- nelle gare veliche, le bandiere assumono altri significati rispetto a quelli standard: ad esempio, la bandiera che sta per P indica una partenza imminente, mentre quella che sta per S significa "corsa abbreviata".

La NATO utilizza le stesse bandiere, a volte anche sulle navi da guerra, da sole o in piccoli gruppi per comunicare diversi messaggi non classificati. La codifica dei segnali da parte della NATO differisce generalmente da quella del codice internazionale, per cui le navi da guerra issano la bandiera di intelligenza sopra al segnale per indicare che va letto secondo il significato internazionale.
| Lettera | Radiofonia | Bandiera | Codice Morse | Significato singola bandiera | Significato accoppiata a bandiere numeriche |
| ------- | ---------- | -------- | ------------ | --- | --- |
| A       | Alfa       |          | · −          | “Ho un sommozzatore in immersione; tenersi bene a distanza e procedere a bassa velocità.” oppure "Sono sotto prova di velocità (Allontanarsi)"                                                              | Con tre bandiere numeriche, ne indica la direzione o la posizione. |
| B       | Bravo      |          | − · · ·      | “Sto caricando, scaricando o trasportando materiale pericoloso.” (usato in origine dalla Royal Navy specificatamente per gli esplosivi)                                                                     | |
| C       | Charlie    |          | − · − ·      | “Affermativo.” | Rotta in gradi magnetici. |
| D       | Delta      |          | − · ·        | “Tenersi a distanza; sto manovrando con difficoltà.” | Data. |
| E       | Echo       |          | ·            | “Sto accostando a dritta.” | |
| F       | Foxtrot    |          | · · − ·      | “Sono in avaria; comunicate con me.” | |
| G       | Golf       |          | − − ·        | “Richiedo un pilota.” Se usato da pescherecci che operano nelle vicinanze di una zona pescosa, significa: “Sto issando le reti”                                                                             | Longitudine (le ultime due cifre per i minuti e le altre per i gradi) |
| H       | Hotel      |          | · · · ·      | “Ho un pilota a bordo.” | |
| I       | India      |          | · ·          | “Sto accostando a sinistra.” | |
| J       | Juliet     |          | · − − −      | “Ho un incendio a bordo e trasporto merci pericolose: mantenetevi lontano da me.” oppure: “Sto perdendo merci pericolose.”                                                                                  | |
| K       | Kilo       |          | − · −        | “Desidero comunicare con voi.” oppure: "Fermate immediatamente la vostra nave." | “Desidero comunicare con voi tramite: 1) segnali in alfabeto Morse con bandiere a mano od armi; 2) megafono; 3) segnali in alfabeto Morse con lampade; 4) segnali sonori.” |
| L       | Lima       |          | · − · ·      | In porto: “La nave è sotto quarantena.” In mare: “Fermate immediatamente la vostra nave.” | Latitudine (le prime due cifre per i gradi e le altre per i minuti). |
| M       | Mike       |          | − −          | “La mia nave è ferma e senza abbrivio.” oppure: "Ho a bordo un medico" | |
| N       | November   |          | − ·          | “Negativo.” | |
| O       | Oscar      |          | − − −        | “Uomo in mare!” | |
| P       | Papa       |          | · − − ·      | Denominata anche Blue Peter In porto: “Tutti devono rientrare a bordo, poiché la nave sta per salpare.” In mare può essere usata dai pescherecci per dire: “Le mie reti si sono impigliate in un ostacolo.” | |
| Q       | Quebec     |          | − − · −      | “La mia nave è indenne e chiedo libera pratica.” | |
| R       | Romeo      |          | · − ·        | Segnale di procedura. | Distanza in miglia nautiche. |
| S       | Sierra     |          | · · ·        | “Le mie macchine stanno andando indietro.” | Velocità in nodi. |
| T       | Tango      |          | −            | “Mantenetevi lontano da me, sono impegnato in operazioni di pesca a due battelli.” oppure: "Non mi passate di prua."                                                                                        | Orario locale (le prime due cifre per le ore e le altre per i minuti). |
| U       | Uniform    |          | · · −        | “State andando verso un pericolo.” | |
| V       | Victor     |          | · · · −      | “Richiedo assistenza.” | Velocità in chilometri all'ora (km/h). |
| W       | Whiskey    |          | · − −        | “Richiedo assistenza medica.” | |
| X       | Xray       |          | − · · −      | “Sospendete quello che state facendo e fate attenzione ai miei segnali.” | |
| Y       | Yankee     |          | − · − −      | “La mia àncora sta arando.” oppure: "Ho la posta a bordo." | |
| Z       | Zulu       |          | − − · ·      | “Richiedo un rimorchiatore.” Se usato da pescherecci che operano nelle vicinanze di una zona pescosa, significa: “Sto calando le reti.”                                                                     | Orario UTC (le prime due cifre per le ore e le altre per i minuti). |

| Numero                                                                         | Radiofonia   | Bandiera | Codice Morse |
| ------------------------------------------------------------------------------ | ------------ | -------- | --- |
| 0                                                                              | Nadazero     |          | − − − − − |
| 1                                                                              | Unaone       |          | · − − − − |
| 2                                                                              | Bissotwo     |          | · · − − − |
| 3                                                                              | Terrathree   |          | · · · − − |
| 4                                                                              | Kartefour    |          | · · · · − |
| 5                                                                              | Pantafive    |          | · · · · · |
| 6                                                                              | Soxisix      |          | − · · · · |
| 7                                                                              | Setteseven   |          | − − · · · |
| 8                                                                              | Oktoeight    |          | − − − · · |
| 9                                                                              | Novenine     |          | − − − − · |
|                                                                                |              |          | |
| -                                                                              | Intelligenza |          | Bandiera di segnaletica speciale: - separa la parte intera dalla parte decimale di un numero - indica che si sta rispondendo ad un messaggio o che si è compreso il messaggio appena ricevuto - se issata dal trasmittente, indica la fine della comunicazione |
|                                                                                |              |          | |
| Nota: Le bandiere sono mostrate su uno sfondo grigio per un miglior contrasto. |              |          | |

## Principali segnali a due lettere
Le bandiere alfabetiche, se raggruppate, sono utilizzate per comunicare ulteriori messaggi che differiscono dal loro significato originario. I gruppi di bandiere sono disposti verticalmente e distanziati di almeno due metri tra loro.
|  | AC | Sto abbandonando la nave                                                                      |
|  | AC | Sto abbandonando la nave                                                                      |
|  | AN | Ho bisogno di un medico                                                                       |
|  | AN | Ho bisogno di un medico                                                                       |
|  | BR | Ho bisogno di un elicottero                                                                   |
|  | BR | Ho bisogno di un elicottero                                                                   |
|  | CD | Ho bisogno di assistenza immediata                                                            |
|  | CD | Ho bisogno di assistenza immediata                                                            |
|  | DV | Sto andando alla deriva                                                                       |
|  | DV | Sto andando alla deriva                                                                       |
|  | EF | SOS / MAYDAY annullato                                                                        |
|  | EF | SOS / MAYDAY annullato                                                                        |
|  | FA | Potete darmi la mia posizione?                                                                |
|  | FA | Potete darmi la mia posizione?                                                                |
|  | GW | Uomo a mare                                                                                   |
|  | GW | Uomo a mare                                                                                   |
|  | JL | Correte il rischio di andare in secca                                                         |
|  | JL | Correte il rischio di andare in secca                                                         |
|  | LO | Non sono nella posizione giusta                                                               |
|  | LO | Non sono nella posizione giusta                                                               |
|  | NC | Sono in difficoltà e necessito di assistenza immediata                                        |
|  | NC | Sono in difficoltà e necessito di assistenza immediata                                        |
|  | PD | Le vostre luci di navigazione non sono visibili                                               |
|  | PD | Le vostre luci di navigazione non sono visibili                                               |
|  | PP | Tenetevi a distanza                                                                           |
|  | PP | Tenetevi a distanza                                                                           |
|  | QD | Sto avanzando                                                                                 |
|  | QD | Sto avanzando                                                                                 |
|  | QQ | Chiedo un controllo sanitario                                                                 |
|  | QQ | Chiedo un controllo sanitario                                                                 |
|  | QT | Sto andando all'indietro                                                                      |
|  | QT | Sto andando all'indietro                                                                      |
|  | QU | L'ancoraggio è vietato                                                                        |
|  | QU | L'ancoraggio è vietato                                                                        |
|  | QX | Chiedo il permesso di gettare l'ancora                                                        |
|  | QX | Chiedo il permesso di gettare l'ancora                                                        |
|  | RU | Tenere a distanza, sto manovrando con difficoltà                                              |
|  | RU | Tenere a distanza, sto manovrando con difficoltà                                              |
|  | SO | Fermatevi immediatamente                                                                      |
|  | SO | Fermatevi immediatamente                                                                      |
|  | UM | Il porto è chiuso al traffico                                                                 |
|  | UM | Il porto è chiuso al traffico                                                                 |
|  | UP | Emergenza a bordo. Chiedo urgentemente il permesso di entrare in porto                        |
|  | UP | Emergenza a bordo. Chiedo urgentemente il permesso di entrare in porto                        |
|  | YU | Sto comunicando con la vostra stazione secondo il Codice Internazionale dei segnali marittimi |
|  | YU | Sto comunicando con la vostra stazione secondo il Codice Internazionale dei segnali marittimi |
|  | ZL | Il vostro segnale è stato ricevuto, ma non è stato compreso                                   |
|  | ZL | Il vostro segnale è stato ricevuto, ma non è stato compreso                                   |

## Bandiere numeriche
| Tipo di bandiera | 0 | 1 | 2 | 3 | 4 | 5 | 6 | 7 | 8 | 9 |
| Obsolete         |   |   |   |   |   |   |   |   |   |   |
| Moderne          |   |   |   |   |   |   |   |   |   |   |

## Bandiere ripetitrici
Le ripetitrici sono bandiere che consentono di inviare messaggi con caratteri duplicati, senza la necessità di utilizzare più set di bandiere. La NATO utilizza le seguenti quattro ripetitrici:
|                |                |                |                |
| 1ª ripetitrice | 2ª ripetitrice | 3ª ripetitrice | 4ª ripetitrice |

Il numero d'ordine della bandiera ripetitrice rappresenta il numero della lettera del messaggio che si intende riutilizzare. Di seguito viene riportato un esempio di messaggi e delle loro codificazioni, che illustrano l'uso delle ripetitrici:
| "N"     |
| "O"     |
| "NO"    |
| "NON"   |
| "NOO"   |
| "NOON"  |
| "NONO"  |
| "NONON" |
| "NONNN" |